# Kypinec
Kypinec (bułg. Къпинец) – wieś w Bułgarii, w obwodzie Tyrgowiszte, w gminie Antonowo. Wieś jest wymarła.